# Haplochernes funafutensis
Haplochernes funafutensis es una especie de arácnido  del orden Pseudoscorpionida de la familia Chernetidae.

## Distribución geográfica
Se encuentra en Fiyi y Tahití.